# Роєрсфорд (Пенсільванія)
Роєрсфорд (англ. Royersford) — місто (англ. borough) в США, в окрузі Монтгомері штату Пенсільванія. Населення — 4940 осіб (2020).

## Географія
Роєрсфорд розташований за координатами 40°11′11″ пн. ш. 75°32′20″ зх. д. / 40.18639° пн. ш. 75.53889° зх. д. (40.186326, -75.538885).  За даними Бюро перепису населення США в 2010 році місто мало площу 2,13 км², з яких 2,02 км² — суходіл та 0,11 км² — водойми.

## Демографія
Згідно з переписом 2010 року, у селищі мешкали 4752 особи в 2132 домогосподарствах у складі 1180 родин. Густота населення становила 2230 осіб/км².  Було 2351 помешкання (1103/км²).
Расовий склад населення:
| - 89,7 % — білих - 5,1 % — чорних або афроамериканців - 1,7 % — азіатів - 0,2 % — корінних американців - 1,0 % — осіб інших рас |

До двох чи більше рас належало 2,4 %. Частка іспаномовних становила 4,2 % від усіх жителів.
За віковим діапазоном населення розподілялося таким чином: 21,1 % — особи молодші 18 років, 67,5 % — особи у віці 18—64 років, 11,4 % — особи у віці 65 років та старші. Медіана віку мешканця становила 35,7 року. На 100 осіб жіночої статі у селищі припадало 97,8 чоловіків;  на 100 жінок у віці від 18 років та старших — 95,8 чоловіків також старших 18 років.
Середній дохід на одне домашнє господарство  становив 60 590 доларів США (медіана — 50 828), а середній дохід на одну сім'ю — 76 556 доларів (медіана — 63 516). Медіана доходів становила 46 369 доларів для чоловіків та 41 875 доларів для жінок. За межею бідності перебувало 13,7 % осіб, у тому числі 26,5 % дітей у віці до 18 років та 5,2 % осіб у віці 65 років та старших.
Цивільне працевлаштоване населення становило 2646 осіб. Основні галузі зайнятості: освіта, охорона здоров'я та соціальна допомога — 23,3 %, роздрібна торгівля — 17,2 %, мистецтво, розваги та відпочинок — 10,2 %, виробництво — 9,7 %.